# جدل الإضراب البريدي الفنلندي 2019
يشير جدل الإضراب البريدي الفنلندي إلى سلسلة من الأحداث وقعت في أواخر عام 2019 في فنلندا، حيث انتشرت احتجاجات نقابية عمالية أدت لاحقًا إلى استقالة رئيس الوزراء أنتي رين وحل حكومته. في نوفمبر 2019 اتُهم رئيس الوزراء رين ووزير الحكومة المحلية سيربا باتيرو بتقديم معلومات مضللة، وتحديداً حول نقل عقود عمل بوستي 700 (خدمة بريدية مملوكة للدولة في فنلندا)، مما سيؤدي إلى انخفاض الأجور. أدى الإضراب إلى تعاطف ليوم واحد من قبل قطاع النقل الفنلندي، والذي أدى إلى إلغاء 300 رحلة جوية. وتحولت تدريجياً إلى احتجاج تضامني نقابي في البلاد. أدى ذلك في النهاية إلى استقالة رئيس الوزراء رين عندما سحب حزب الوسط دعمه من الحكومة الحالية.

## خلفية
لطالما كانت النقابات العمالية في فنلندا قوية بشكل تقليدي، لكنها غضبت من اتفاقية التنافسية، التي زادت ساعات العمل ثلاثة أيام في السنة دون زيادة في الأجور بين عامي 2016 و2019. تم التفاوض على الصفقة في عام 2019 لمساعدة فنلندا على التعافي من الركود. اعتبرت حكومة يسار الوسط المنتخبة في عام 2019 أكثر ملاءمة لمخاوف الموظفين. مع ذلك أثار قرار رئيس الوزراء رين بنقل 700 عامل بريد من التعبئة والتغليف والتجارة الإلكترونية إلى وحدة مساومة جماعية احتجاجات واسعة النطاق من عمال البريد.

## الإضراب
رداً على ذلك دخل اتحاد البريد والخدمات اللوجستيية الفلندية في إضراب في 11 نوفمبر، بعد 14 يومًا أدت احتجاجات التضامن من النقابات في الصناعات الأخرى إلى إغلاق البلاد. على الرغم من الاضطراب في الحياة اليومية أيد 60 في المائة من الفنلنديين هذه الخطوة. بعد يومين توصل عمال البريد إلى اتفاق مع الحكومة. اتفق الطرفان على أن 700 عامل سيعودون إلى الاتفاقية الجماعية السابقة بين العمال وأصحاب العمل، وسيعود العمال إلى عملهم.

## ما بعد الإضراب
في أعقاب الأزمة، قال حزب الوسط إنه فقد الثقة في رين، وسلم رين استقالته إلى الرئيس ساولي نينيستو. سانا مارين عضو الحزب الاشتراكي الديمقراطي تم تعيينها رئيسة للوزراء بعد استقالته.